# Werner Grothmann

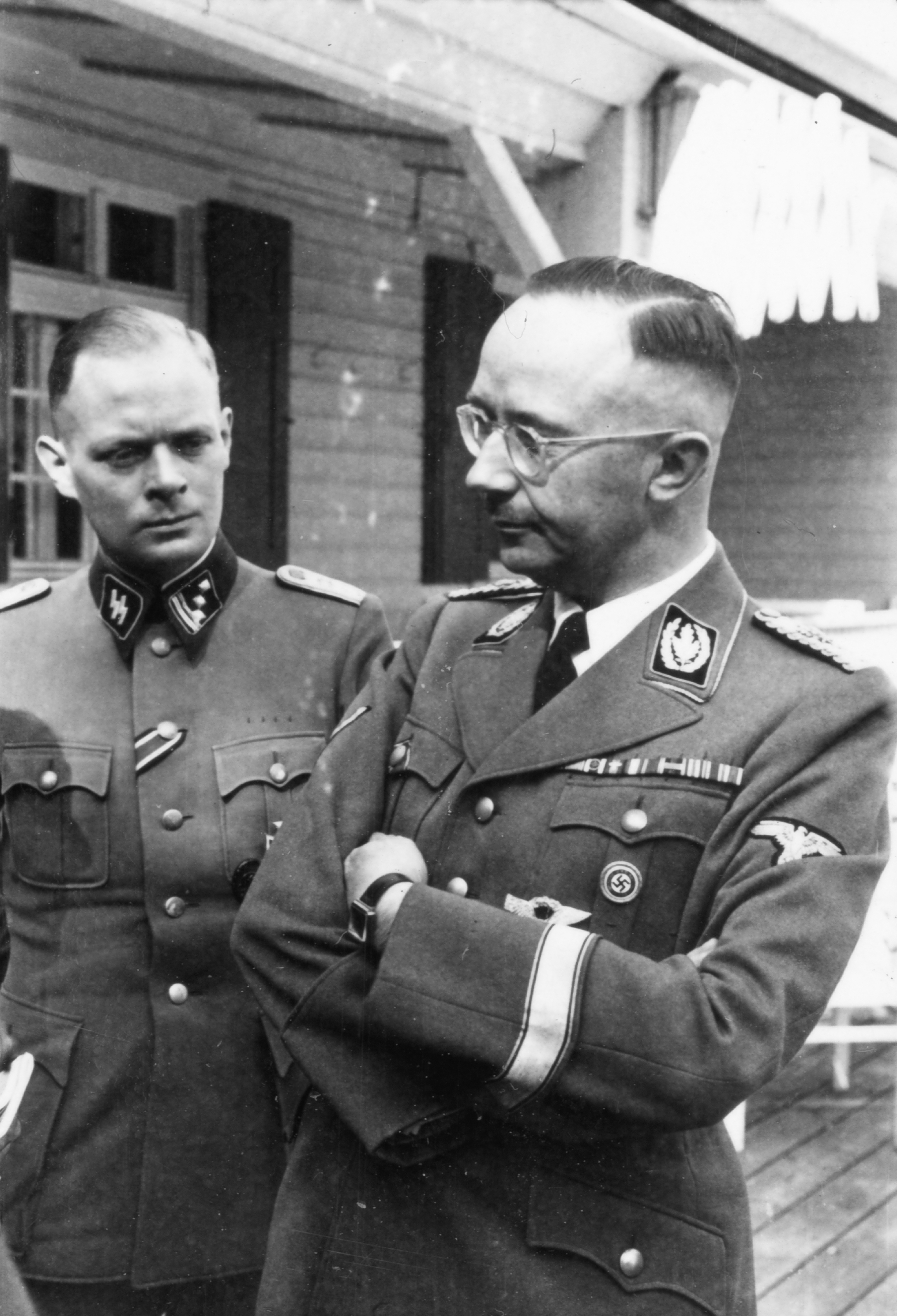
Werner Grothmann (izquierda) junto a Himmler en 1943

Werner Grothmann (Fráncfort del Meno, Alemania; 23 de agosto de 1915 - 26 de febrero de 2002) fue un  Obersturmbannführer (mayor) de las Waffen SS y  edecán del Reichsführer-SS, Heinrich Himmler desde 1940 hasta su final en 1945.

## Biografía
Werner Grothmann nació en Frankfurt en 1915,  en su juventud realizó estudios en economías y se labró una carrera como contador en una institución bancaria.  En 1933 se unió a las SS a sus 18 años,  y fue asignado a la Junkerschule SS donde se convirtió en un soldado de las Waffen SS.
En los inicios de la Segunda Guerra Mundial, ya ostentado el grado de Hauptsturmführer  (capitán) se le concedió el mando de la SS-Sturmbann Nº 13, perteneciente a la SS Standarte Deutschland.  Fue movilizado con su unidad durante la conquista de Francia y fue herido en combate en junio de 1940.
De regreso a Berlín, y a sugerencia de Joachim Peiper fue nombrado segundo ayudante del Reichsführer SS,  Heinrich Himmler hasta julio de 1942 donde fue elevado a edecán del líder de las SS.  Grothmann como su ayudante de campo, acompañó a Himmler en todas sus visitas de terreno. En 1943 fue ascendido a Obersturmbannführer.
En los últimos días de mayo de 1945,  en pleno desarrollo del colapso del nazismo, Grothmann junto a Heinz Macher y Himmler realizaron una travesía en automóvil por territorio ocupado hasta Flensburg, en un intento del líder nazi de ofrecer sus servicios al nuevo gobierno alemán encabezado por Karl Dönitz,  quien había sido designado como sucesor de Hitler.  La petición fue rechazada de facto por el almirante alemán por lo que no le quedó más remedio a la comitiva de las SS que retirarse.
Tanto Grothmann como Macher y Himmler mudaron sus apariencias encubriéndose como miembros gendarmes de policía (Geheime Feldpolizei), lo que fue un error ya que los miembros de esta organización eran muy buscados por los aliados, por tanto, fueron detenidos el 20 de mayo de 1945 por comandos británicos cuando se encontraban en las cercanías de Bremen.  Las tres personas fueron llevados a un cuartel aliado en Luneburgo.  Al principio, ninguno de los tres fue reconocido; pero un suspicaz oficial de interrogatorio sospechó y reconoció a Himmler y este fue separado del grupo, donde horas más tarde se suicidó.
Grothmann fue llevado a un cuartel en Lübeck donde fue interrogado exhaustivamente negando cualquier conocimiento del Aktion Reinhard y luego llevado a un campo de prisioneros de las SS.  Grothmann sirvió como testigo de cargo en contra de varios funcionarios de las SS; pero declaró a favor en el juicio de Karl Wolff manteniendo su postura de ignorante de la Solución Final.
Fue juzgado por un tribunal militar en Hamburgo y sentenciado a 16 años de prisión; pero solo alcanzó a realizar algunos meses siendo liberado como No culpable.  
Werner Grothmann ýa en libertad, rehízo su vida como un hombre de negocios y concedió algunas entrevistas en la década del 70, donde tachó a Himmler como un personaje de naturaleza cobarde[cita requerida].  Grothmann falleció a los 96 años, el 26 de febrero de 2002.